# Sympatrisk utbredning
Sympatrisk utbredning, eller sympatri, efter grekiskans 'συν' (syn) "samma" och 'пατρίς' (patrís) "hemland" eller "fädernesland", är inom biologi och systematik när taxa har samma geografiska utbredningsområde utan att de hybridiserar annat än i sällsynta fall. Bland svenska häckfåglar kan man ta som exempel som tjäder - orre, blåmes - talgoxe eller koltrast - björktrast. 